# 12-й механизированный батальон
12-й механизированный батальон (словац. 12.(Dvanástej) mechanizovaný prápor) — основное моторизованное подразделение словацкой армии входящее в состав элитной 1-й механизированной бригады ВС Словакии. Батальон находится под непосредственным командованием Сухопутных войск Словакии. С октября 2012 года подразделение является частью сил высокой готовности НАТО. Батальон дислоцируется в Нитре. Первым командиром батальона был подполковник Штефан Аксаи. До передислокации в Нитру, батальон располагался в городах Топольчани и Глоговец.
Подразделение взяло ответственность за кризис управления Словацкой Республикой, оказывая помощь национальным органам власти. Где задачи батальона включали в себя радиационный и химический контроль. План состоял в том, чтобы в дальнейшем повышать стандарты эффективной работы батальона.
Батальон был первоначально определён в качестве в/ч 9975 «Нитра» (словац. VÚ 9975 Nitra) и передан в подчинение танковой бригаде в Левице, после чего, начиная с 2000 года, батальон стал называться в/ч 1046 «Нитра» (словац. VÚ 1046 Nitra), и передан в подчинение 2-й механизированной бригаде, позже передаётся в подчинение лёгкой бригаде, находившейся в Топольчанах. Начиная с 1 октября 2006 года, батальон находится в подчинённости 1-й механизированной бригады.
На вооружении батальона состоит несколько видов военной техники и оружия в том числе БМП-2, Aligátor 4x4, миномёты, пулемёты и автоматы Sa vz. 58.

## Командиры батальона
Список командиров батальона, начиная с 1 октября 2000 года:
- до 01.10.2000 — майор Милан Слезак (словац.  mjr. Milan Slezák )
- 01.10.2000 — 31.12.2004 — подполковник Владимир Эбер (словац.  pplk. Vladimír Hebert )
- 01.01.2005 — 14.05.2010 — подполковник Ян Паримуха (словац.  pplk. Ján Parimuchá )
- 15.05.2010 — 28.02.2011 — подполковник Золтан Ибош (словац.  pplk. Zoltán Iboš )
- 01.06.2011 — 31.05.2012 — подполковник Петер Ондрейка (словац.  pplk. Peter Ondrejka
- 01.06.2012 — 31.07.2015 — подполковник Штефан Аксаи (словац.  pplk. Štefan Acsai )[4]
- 01.08.2015 — наши дни — подполковник Имрих Ханула (словац.  pplk. Imrich Hanula )[1]

## Структура
- Командование и штаб батальона (словац. veliteľstvo a štáb práporu)
- Батальонный лазарет (словац. práporné obväzisko)
- Рота боевого обеспечения (словац. rota bojového zabezpečenia)
- Рота боевой поддержки (словац. rota bojovej podpory)
  - Один взвод, усиленный 98-мм миномётами
  - Один противотанковый взвод, оснащённый бронетранспортёрами OT-90 с ПТРК типа «Конкурс»
  - Инженерный взвод (словац. ženijná čata)
- Три механизированные роты на боевых машинах пехоты BVP-2